# Feketekelecsény
Feketekelecsény (szlovákul Čierne Kľačany) község Szlovákiában, a Nyitrai kerület Aranyosmaróti járásában.

## Fekvése
Aranyosmaróttól 4 km-re délkeletre fekszik.

## Élővilága
2023-ban és 2024-ben 4 gólyafiókát számoltak össze.

## Története
A régészeti leletek tanúsága szerint a község területe ősidők óta lakott, a bükki kultúra (bukovohorská kultúra) és a lengyeli kultúra emlékeit is megtalálták. A szlávok megjelenésének egyik legértékesebbnek tartott emléke a Pyxis[forrás?], azaz elefántcsontból készített bizánci eredetű ékszerdoboz, amelyet diákok találtak, ma a pozsonyi várban látható. A hitelesítő mentőásatás során a 9-10. századra keltezett három csontvázas sírt és egy 11-12. századra keltezett objektumot tártak fel. A neolitikum emlékei mellett egy 11. századi temetőt is feltártak a határában.
A falut 1209-ben "Chelecen" néven említik először. 1386-ban "Kelechen", 1600-ban "Fekete Kelechen" néven szerepel az írott forrásokban. A garamszentbenedeki bencés apátság birtoka volt, majd 1386-ban Gímes várának tartozéka, ahol ekkor vámszedőhely is volt. A 18. században az aranyosmaróti uradalom része. Több nemesi család, így a gróf Cseszneky, Forgách és Migazzi famíliák birtoka volt, lakói főként mezőgazdasággal foglalkoztak. A 16. és 17. században a töröknek fizetett adót. 1601-ben 27 háza állt. 1715-ben 24 adózója (ebből 16 zsellér) lakta. 1828-ban 53 házában 338 lakos élt.
Vályi András szerint "KELECSÉNY vagy Klacsány. Tót falu Bars Várm. földes Ura G. Migazzi Uraság, lakosai katolikusok, fekszik A. Maróthoz nem meszsze, és annak filiája, határja közép termékenységű, fája tűzre, és épűletre van, egyéb tulajdonságai Ihracséhoz hasonlítók."
Fényes Elek szerint "Fekete-Kelecsény, tót falu, Bars m., Ar. Maróthoz 3/4 mfd. 341 kath. lak. F. u. gr. Migazzi. Ut. post. Verebély."
A trianoni békeszerződésig Bars vármegye Aranyosmaróti járásához tartozott.

## Népessége
| Év:            | 1994. | 2004.   | 2014.   | 2024.   |
| -------------- | ----- | ------- | ------- | ------- |
| Emberek száma: | 1125  | 1115    | 1104    | 1158    |
| Eltérés:       |       | -0,88 % | -0,98 % | +4,89 % |

| Év:            | 2023. | 2024.   |
| -------------- | ----- | ------- |
| Emberek száma: | 1175  | 1158    |
| Eltérés:       |       | -1,44 % |

1880-ban 426 lakosából 389 szlovák és 20 magyar anyanyelvű volt.
1890-ben 429 lakosából 404 szlovák és 9 magyar anyanyelvű volt.
1900-ban 526 lakosából 503 szlovák és 13 magyar anyanyelvű volt.
1910-ben 548 lakosából 476 szlovák és 70 magyar anyanyelvű volt.
1921-ben 630 lakosából 623 csehszlovák és 7 magyar volt.
1930-ban 688 lakosából 673 csehszlovák és 3 magyar volt.
1991-ben 1111 lakosából 1108 szlovák és 1 magyar volt.
2001-ben 1145 lakosából 1133 szlovák és 5 magyar volt.
2011-ben 1084 lakosából 1057 szlovák és 4 magyar volt.
2021-ben 1168 lakosából 1146 (+2) szlovák, 4 (+2) magyar, 1-1 cigány és ruszin, 7 (+1) egyéb és 9 ismeretlen nemzetiségű volt.

## Nevezetességei

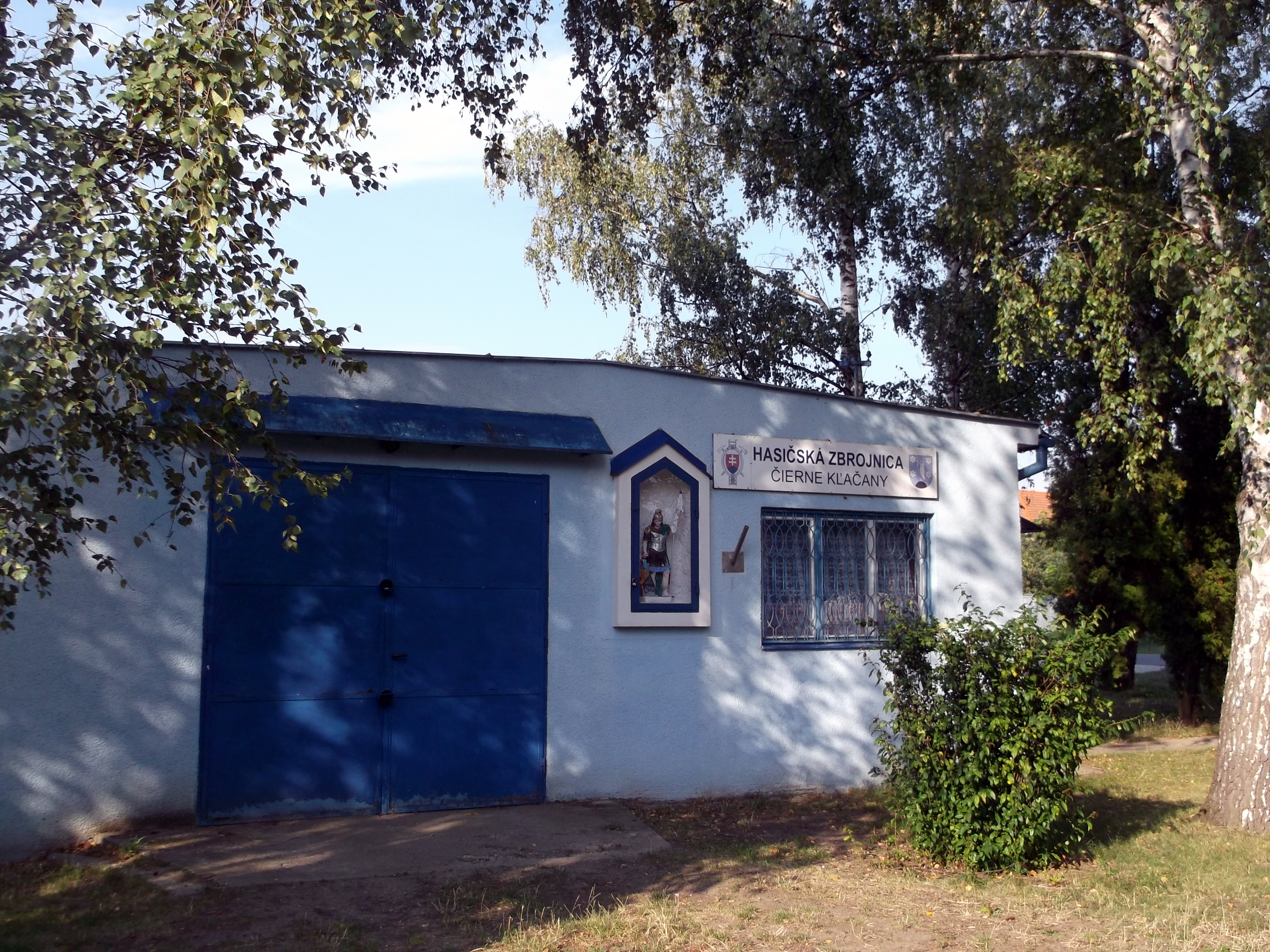

- Krisztus Király tiszteletére szentelt római katolikus temploma 1777-ben épült.
- Pyxis-emlékmű az ékszerdoboz megtalálásának helyén.
- Szent Cirill és Metód szobra.
- Nepomuki Szent János szobra.
- 1715-ben épített malom.
- Szent Orbán kápolna.